# 赫爾曼·波托奇尼克
赫爾曼·波托奇尼克（德語：Herman Potočnik，1892年12月22日—1929年8月27日），曾化名赫爾曼·諾登，是奧地利軍官、電氣工程師和太空工程理論家。 他被認為是現代太空飛行的先驅和遠見卓識者，以其解決人類長期居住太空的問題而聞名於世。

## 早年生活
波托奇尼克生於奧匈帝國普拉。他家族來自下施蒂利亞的斯洛維尼亞族裔。

## 太空旅行的問題

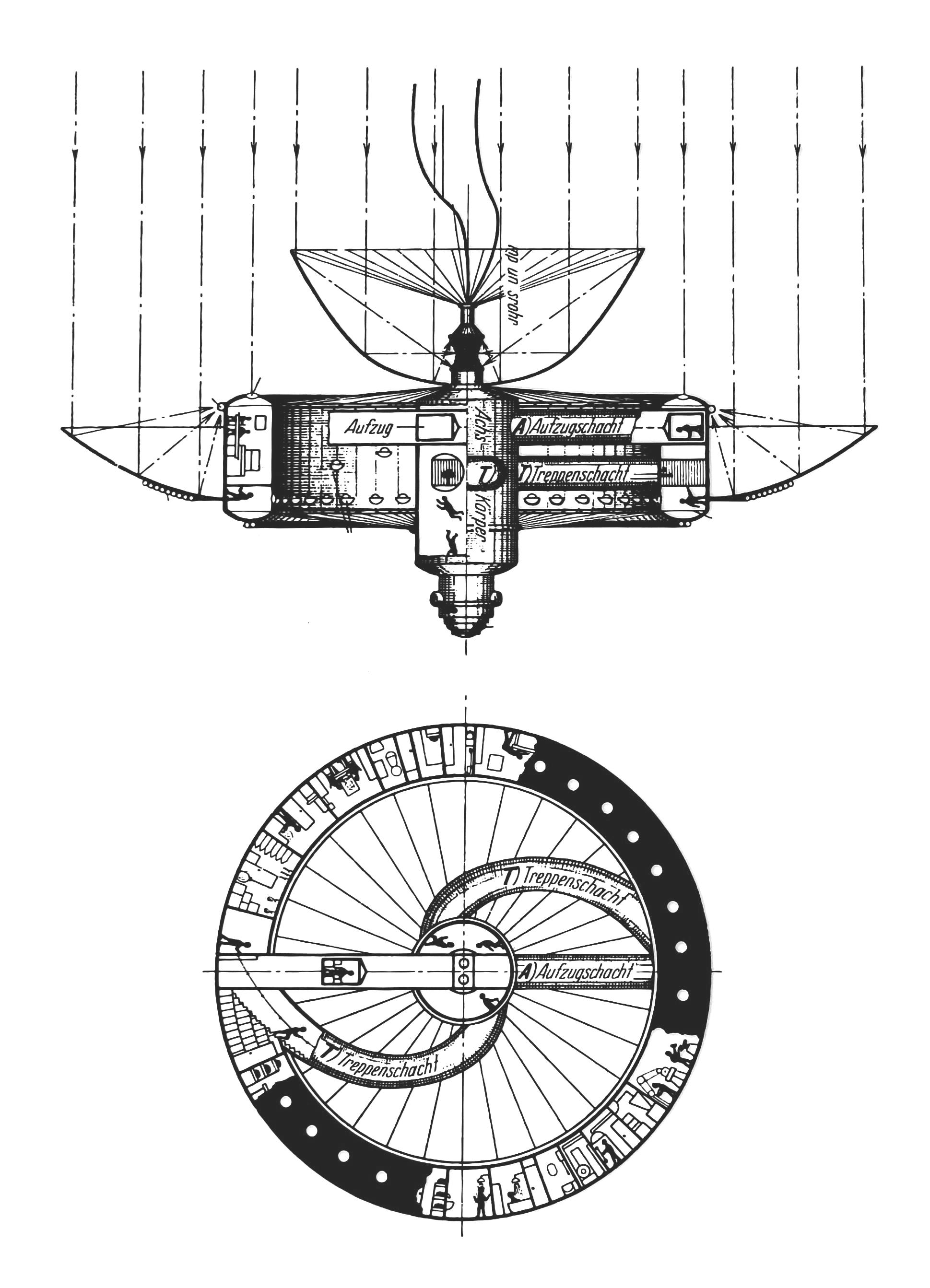
波托奇尼克設想中的繞軌道太空飛行器。

1928年年底，波托奇尼克出版《太空旅行的問題》（Das Problem der Befahrung des Weltraums - der Raketen-Motor）。該書中，波托奇尼克描述一種繞軌道飛行的太空飛行器，可以用在民生與軍事目的；以及如何應用太空的特殊條件為科學實驗場地。